# Campos de concentração polacos

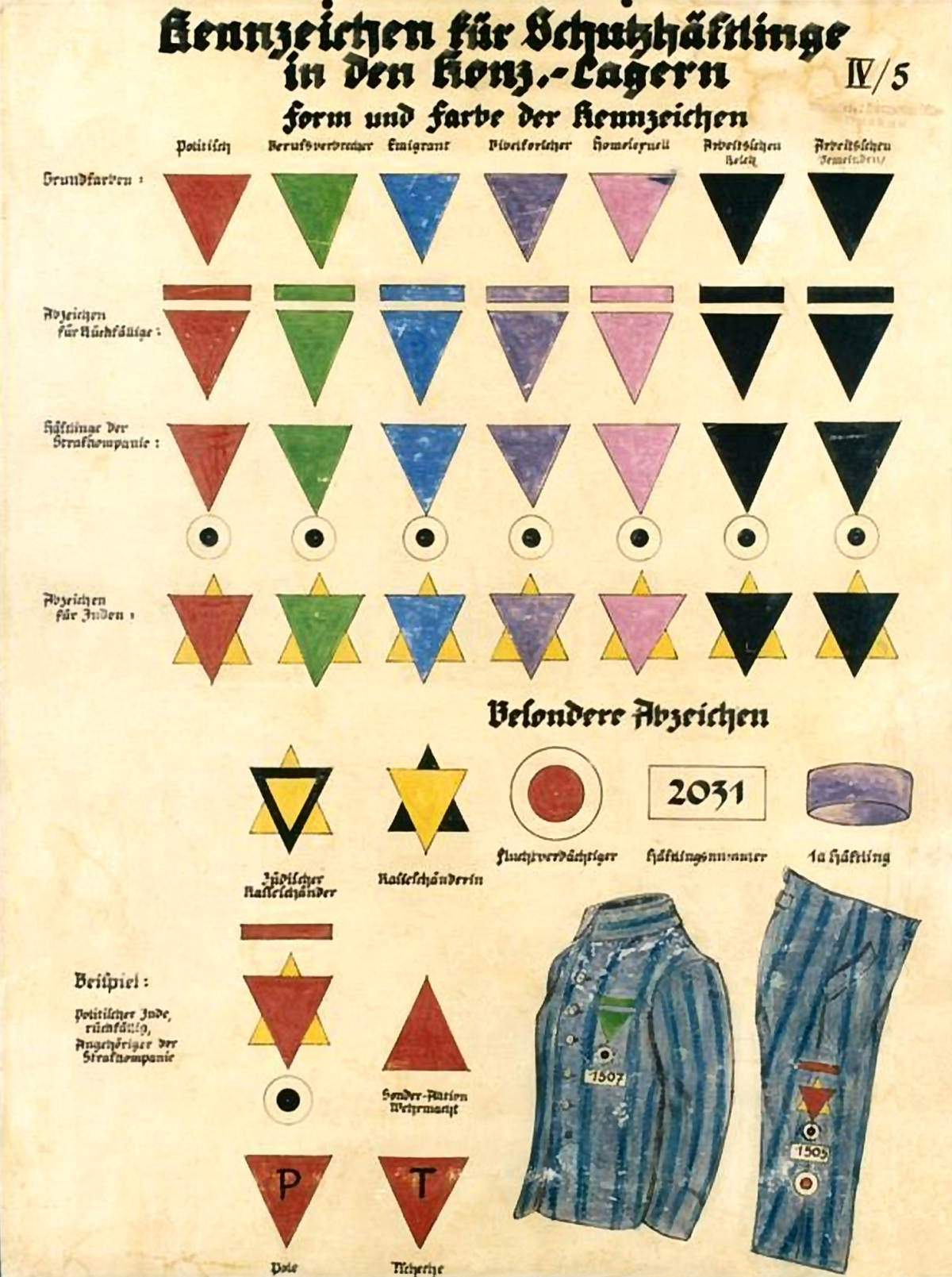
Significado dos remendos nos uniformes dos prisioneiros do livro alemão com as instruções para a equipa dos campos de concentração - SS Totenkopfverbände. No canto inferior esquerdo o remendo com a letra P (em alemão - Pole) dedicado aos polacos.

Campos de concentração polacos (em inglês: Polish concentration camps) - termo errado usado por alguns meios de comunicação e publicações   , incluindo estudos históricos   referindo-se aos campos de concentração da Alemanha Nazi  localizados na Polónia ocupada pelos alemães desde 1939, que não só determina a localização geográfica desses campos, mas sugere que eles foram fundados e geridos por polacos. De acordo com alguns pontos de vista, a formulação é introduzida deliberadamente como propaganda  contra o estado polaco    . Encontram-se termos derivados como "campos de extermínio polacos" (em inglês „Polish death camps”) ou "Holocausto Polaco" (em inglês Polish Holocaust), em alemão “polnische Häuser des Todes« – »Polish death houses”, “polnische Vernichtungslager”, “polnische Vernichtungslager Sobibor und Treblinka” . Termos tais como "campo de concentração polaco" ou "campo de extermínio na Polónia" são considerados códigos de memória defeituosos, aliás frases que, deliberadamente, por falta de conhecimento ou por engano do autor, contrbuem para fixação inconsciente de ideias erradas sobre os eventos históricos.

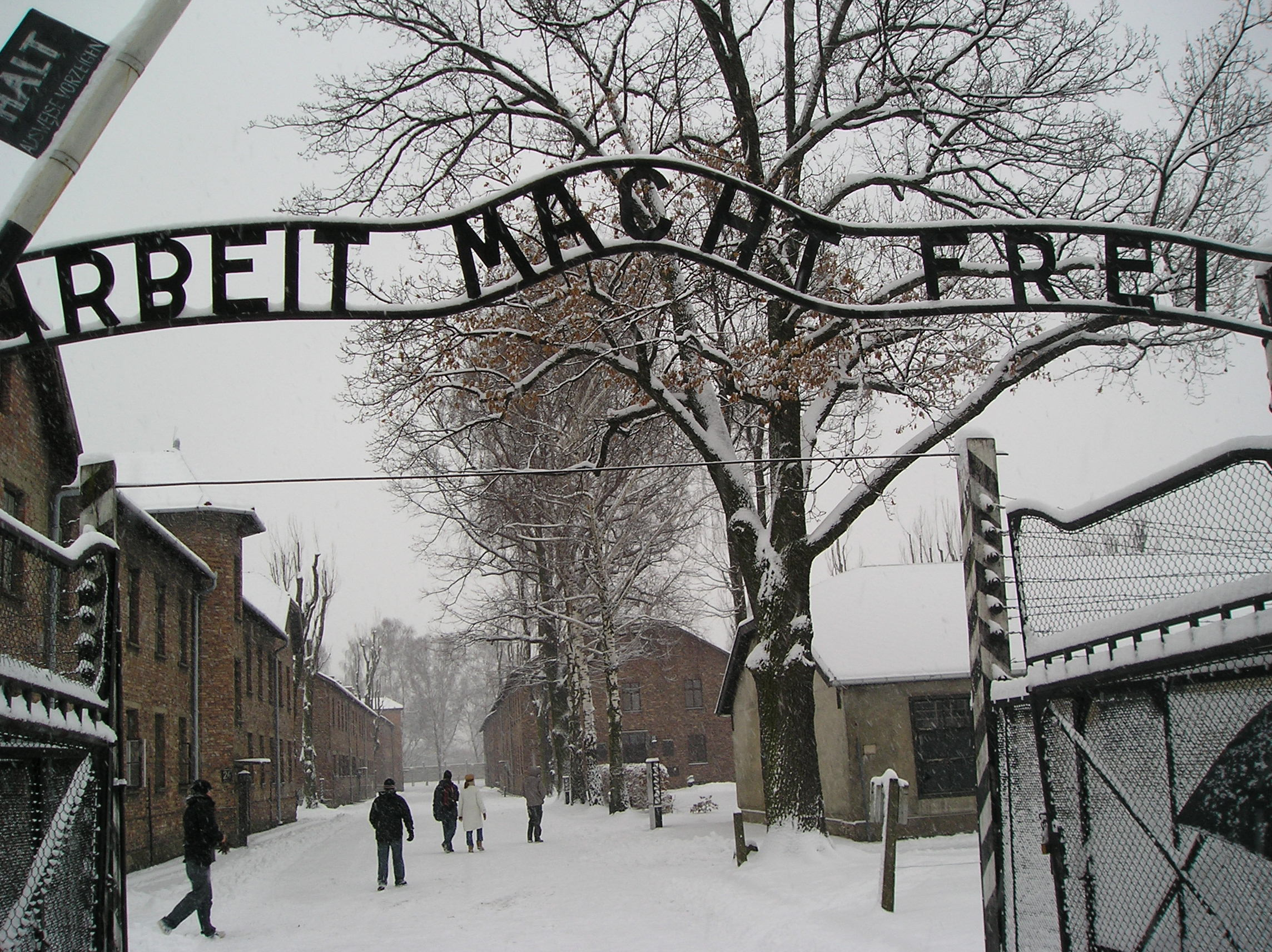
Entrada do campo de concentração nazi de Auschwitz-Birkenau com a frase em alemão que significa "o trabalho liberta".

Na maioria das vezes o termo "campos de concentração polacos" é usado referindo-se aos campos instalados pela Alemanha Nazi na Polónia ocupada, não tendo a Polónia  tido qualquer influência sobre a política de ocupação. No período em que estes campos foram criados, o estado da Polónia não existia. Na parte do território ocupada pela Alemanha, o governo de Hitler formou em 1939, depois da invasão da Polónia, o Governo Geral com administração exclusivamente alemã,   subordinada ao Governo do Governo Geral (em alemão  Regierung des Generalgouvernements), liderada pelo oficial nazi alemão Hans Frank  . Alguns dos antigos territórios polacos como Grande Polónia, Pomerânia e Silésia foram incorporadas no Terceiro Reich e diretamente envolvidos no sistema administrativo da Alemanha, como unidades administrativas (em alemão  Reichsgaue) que estavam sujeitas ao sistema alemão de administração nazi e foram tratados como parte da Alemanha.

## Contexto histórico
ver também: Campos de extermínio na Polónia ocupada durante a Segunda Guerra Mundial e Partilhas da Polónia

Os campos de concentração alemães  na Europa estavam sob as ordens da administração da SS, formação paramilitar alemã nazi, onde os polacos nunca foram aceites. A Central de Inspeção da SS para os campos estava localizada em Oranienburg, a cerca de 30 km a norte de Berlim, onde já em 1933 tinha sido fundado um dos primeiros campos de concentração nazi do Terceiro Reich - Oranienburg (KL). À frente desta organização estava o SS-Obergruppenführer Oswald Pohl . Os alemães treinaram polícia auxiliar que serviu em campos de concentração. Os membros eram recrutados entre os prisioneiros de guerra soviéticos ou organizações que colaboraram com os nazis alemães no leste: letões, lituanos, ucranianos e bielorrussos. Os polacos não eram admitidos. Durante a ocupação alemã o centro legítimo do poder polaco em 1939-1945 estava no Governo da República da Polónia no exílio com sede em Londres. O governo não tomou nenhuma decisão sobre a criação de campos de concentração  nem participou em qualquer assunto de administração. O Governo da República da Polónia no exílio estava subordinado às estruturas do Estado Secreto Polaco, as quais também não participaram na atividade desses campos e tomaram uma série de ações contra os seus criadores e gestores. Os polacos não tomaram qualquer decisão sobre a criação dos campos de concentração na Polónia ocupada, nem planearam, administraram ou retiraram qualquer benefício do trabalho escravo de prisioneiros ou da propriedade dos mesmos, nem realizaram extermínio em massa. Os historiadores não conhecem nenhuma organização nacional polaca uniforme que tenha participado no funcionamento dos campos de concentração alemães na zona ocupada da Polónia e de outros países europeus. Nos campos de concentração, estiveram polacos apenas como prisioneiros geralmente devido a oposição à Alemanha.
ver também: História da Polónia e Portal da Polónia

Gráfico com a estrutura das nacionalidades das vítimas que foram mortas no campo de concentração alemão nazi de Auschwitz-Birkenau, que mostra que o segundo maior número de vítimas foram os polacos (depois dos judeus).

Investigadores do Museu Memorial do Holocausto dos Estados Unidos publicaram a "Enciclopédia dos campos e guetos em 1933-1945", com um estudo de 13 anos, contendo todos os guetos judeuseconhecidos os campos de concentração criados pela Alemanha nazi. ElCcularam que, na Europa ocupada, houve cerca de 42 500 guetos e campos.  No Governo Geral, os nazis instalaram cinco campos de concentração, ou seja a mesma quantidade que na França, e duas vezes menos do que na Alemanha, onde funcionavam 12 campos. Dos cinco campos, dois eram áreas anexas do Reich, os outros três do Governo Geral nas suas fronteiras de 1942.

A intenção dos jornalistas que usam o termo "campos de concentração polacos" pretende ser uma abreviatura para “campos de concentração no território polaco”.Para aqueles familiarizados com a história da Europa e da Segunda Guerra Mundial, a sua conotação geográfica é óbvia, no entanto, para usar o termo em publicações na Europa Ocidental, Israel e nos Estados Unidos fazendo as pessoas acreditarem que os polacos foram co-criadores dos campos de concentração e cúmplices do extermínio de judeus e de outros crimes cometidos nesses campos. Ademais, nota-se nos dias de hoje que o antissemitismo é parte integrante e atua de forma clara e inescrupulosa na sociedade polonesa. A comunidade judaica polonesa, que já foi de 3,5 milhões se resume a apenas 10 mil hoje em dia.

## As atividades da Agência alemã 114 em transferir a responsabilidade pelo Holocausto
A Agência 114 foi criada no âmbito da Organização Gehlen logo após o fim da Segunda Guerra Mundial como iniciativa do Exército dos Estados Unidos para procurar informações para os Estados Unidos sobre as atividades de agentes soviéticos na zona ocupada pelos EUA. Para cooperar com os americanos Gehlen envolveu - contrariamente às conclusões iniciais - ex-funcionários da Gestapo e da SS. Entre os seus associados estavam:
- Dr. Franz Six (responsável pelo homicídio de mais de trinta judeus no gueto de Smolensk);
- Emil Augsburg (responsável por assassinar pessoas por trás das linhas inimigas na URSS);
- Klaus Barbie ("açougueiro de Lyon").

Em 1960, a Agência 114 foi incorporada no BND. Neste momento liderada por Alfred Benzinger, um ex-sargento da polícia militar secreta nazi de Wehrmacht, Geheime Feldpolizei. Em 1956, Alfred Benzinger propôs uma ação coordenada destinada a promover o termo "campos de concentração polacos". "Um pouco de falso na história depois de anos poderia facilmente levar ao branqueamento da responsabilidade histórica da Alemanha no Holocausto" - convenceu Benzinger. A Agência desenvolveu um conceito de usar a manipulação semântica e inserir o termo "campos de concentração polacos" nos média. As alegações de manipulação foram rejeitadas traduzindo que tal termo é uma abreviatura que se refere a campos de extermínio nazistas na Polónia. Isto implicaria, contrário aos fatos, que os polacos, não os alemães, teriam sido responsáveis pelo genocídio em massa durante a Segunda Guerra Mundial.

## A justificação geográfica para o uso do termo "campos polacos"
ver também Negacionismo do Holocausto

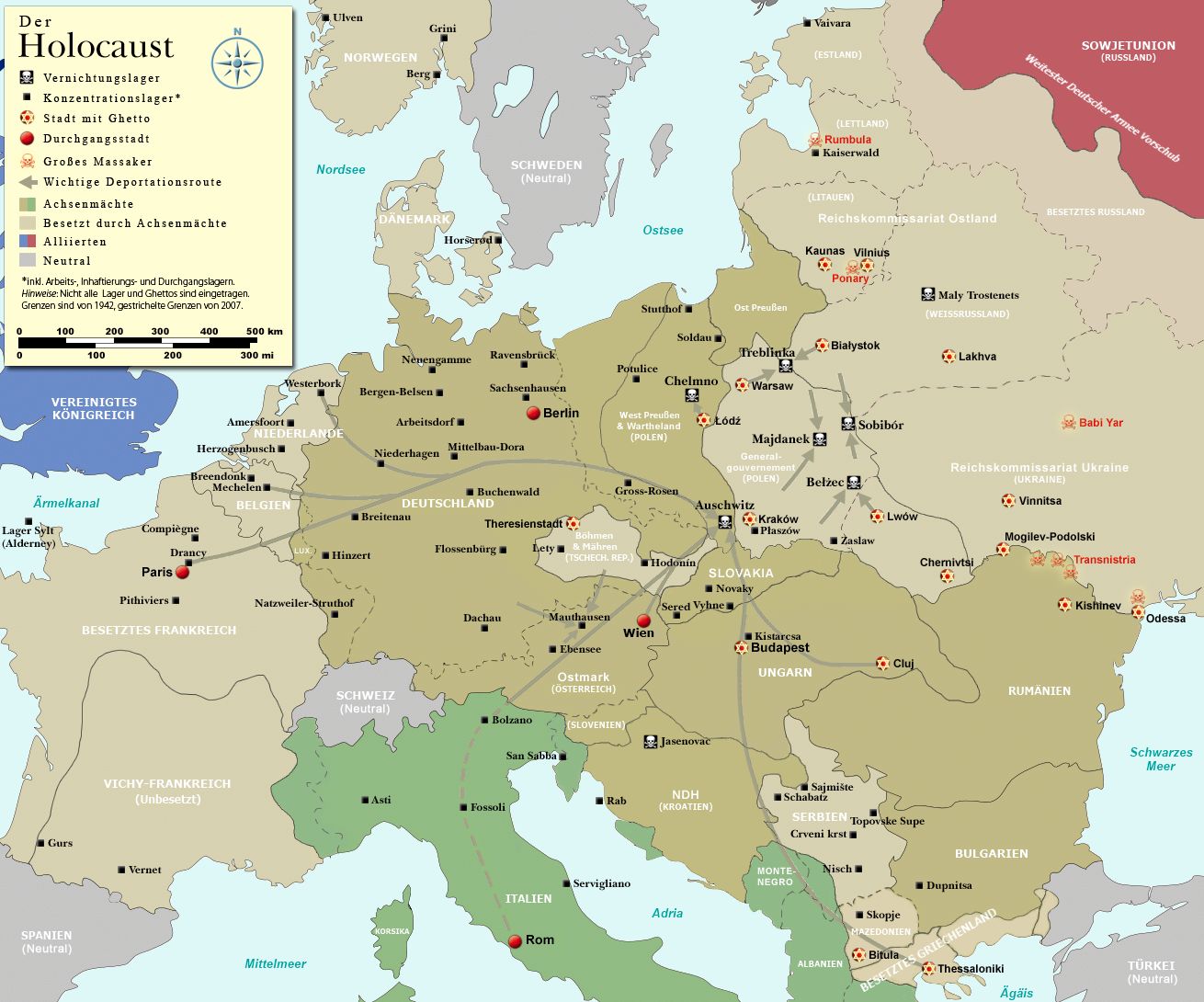
Campos de concentração alemães foram localizados em muitos países europeus atuais, entre outros: Alemanha, Polónia, França, Itália, Sérvia, Eslováquia, Noruega, Países Baixos, República Checa, Áustria.

Justificação frequentemente citada para usar o termo "campos de concentração polacos", destaca a localização geográfica desses campos em território polaco ocupado. Os campos de concentração nazis foram criados em praticamente todos os países sobre os quais a Alemanha tomou o controle, e alguns deles formaram uma colaboração com Alemães. Nos média com muito menos frequência usa-se, por exemplo, "campos de concentração franceses" ou "campos de concentração holandeses". Fala-se com mais frequência sobre os "campos de concentração polacos", provavelmente pela baixa ocorrência de campos nos outros países, pois nestes não foi utilizado extermínio em massa em tal escala como nos campos no território polaco ocupado. Além de campos de concentração no território da Polónia, os campos encontravam-se nas atuais fronteiras dos mais de 20 países europeus:
- Alemanha - 20 campos de concentração Bad Sulza, Bergen-Belsen, Buchenwald, Dachau, Esterwegen, Flossenbürg, Fuhlsbüttel, Hinzert, Lichtenburg, Mittelbau-Dora, Moringen, Neuengamme, Niederhagen-Wewelsburg, Oranienburg, Ravensbrück, Sachsenburg, Sachsenhausen;
- Polónia - 10 campos de concentração: Stutthof, Auschwitz-Birkenau, Kulmhof, Treblinka, Sobibor, Belzec, Majdanek, Warschau;
- França - 7 campos - campo alemão Natzweiler-Struthof e campos de trânsito montados pelo governo Vichy de onde judeus foram enviados para Auschwitz como campo em Drancy, Compiègne, Beaune-la-Rolande e campo de concentração em Pithiviers[22];
- Itália - 6 campos - fundados pelo governo italiano de Mussolini campo de concentração em Gonars e Asti, Bolzano, Fossoli, Servigliano;
- Sérvia - 5 campos: Sajmište, Schabatz, Crveni Krst, Topovske Šupe, Nisch;
- Eslováquia - 3 campos de concentração criados pelo Governo eslovaco: Vyhne, Sered i Novaky;
- Noruega - 3 campos de concentração Ulven, Berg, Grini;

Remendo com a letra "P" = "Pole" para os prisioneiros polacos em Auschwitz.

- Remendo com a letra "P" = "Pole" para os prisioneiros polacos em Auschwitz.Países Baixos - 3 campos: Konzentrationslager Hertogenbosch, Westerborck, Amersfoort;
- República Checa - 3 campos de concentração: Lety, Hodonin e Theresienstadt;
- Áustria - 2 campos de concentração Ebensee e Mauthausen-Gusen;
- Croácia - 2 campos de Jasenovac e Rab;
- Belarus - um campo de extermínio alemão Maly Trostenets,
- Bélgica - SS-Sammellager concentração campo de trânsito de Mechelen,
- Bulgária - Dupnitsa
- Dinamarca - Horserod,
- Eslovénia - San Sabba,
- Estónia - Konzentrationslager alemão Vaivara,
- Hungria - campo de trânsito alemão em Kistarcsa,
- Letónia - campo alemão Konzentrationslager Kaiserwald,
- Lituânia - campo alemão Kauen,
- Macedónia - Skopije

## Casos do uso do termo "campos de concentração polacos" e reações

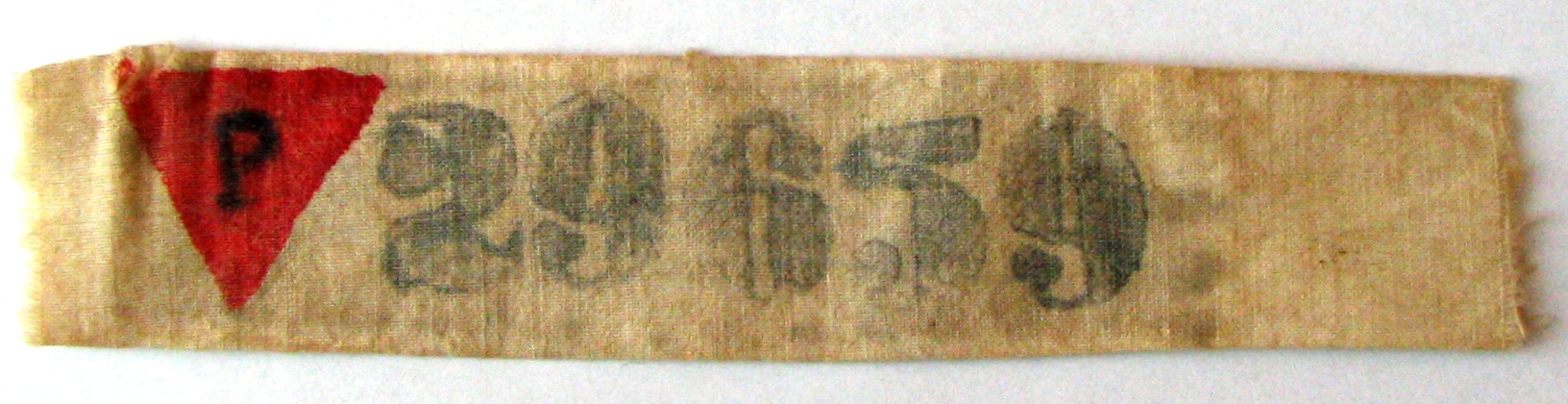
Remendo da prisoneira do campo KL Stutthof, Lidia Główczewska, com número e a letra "P" que representa a nacionalidade polaca.

O Ministério dos Negócios Estrangeiros polaco enumera os exemplos do uso do termo "campos de concentração polacos" em relação a campos de concentração alemães situados no território polaco e as intervenções polacas contra o uso desse termo. As intervenções contra o uso são listadas aqui.
Em 2005, o American Jewish Congress considerou o termo "campos de concentração polacos" enganoso e prejudicial, afirmando que durante a Segunda Guerra Mundial, havia apenas "campos de concentração estabelecidos pelos nazis alemães ".
A UNESCO, durante o encontro do Comité do Património Mundial na Nova Zelândia em 2007, respondeu ao pedido do Governo da República da Polónia e aprovou a designação oficial de „Auschwitz Birkenau, Campo de Concentração e de Extermínio Alemão Nazi (1940-1945)”. O interesse demonstrado pela UNESCO realça a grande importância de assegurar que não existe nenhuma dúvida sobre os responsáveis pelas atrocidades cometidas no campo de Auschwitz e nos outros campos da Alemanha Nazi.
Em Abril de 2006, Maram Stern, vice-secretário geral do Congresso Judaico Mundial escreveu: Embora o campo tenha sido construído e executado pela Alemanha nazi, todo a realidade da sua existência, e os trabalhadores foram recrutados entre os polacos. O governo de Varsóvia quer que a história da Polónia seja separada da história de Auschwitz e mostrar que a Polónia não desempenhou qualquer papel nos campos.
Marek Edelman , um dos líderes da Revolta do Gueto de Varsóvia comentou isso:
"É um absurdo total. Como alguém pode dizer que a Polónia quer apagar Auschwitz da sua história? Como pode dizer que os polacos construíram Auschwitz. Os primeiros prisioneiros que chegaram lá, eles eram polacos, e eles construíram este campo, mas não é por vontade própria"
No jornal alemão "Der Tagesspiegel" a 3 de fevereiro de 2008 foi publicada a carta do leitor alemão Christian Schröter, presidente da Associação alemã-polaca, sob o título "o termo impreciso", no qual se refere a um artigo publicado anteriormente e que disse sobre o campo de extermínio polaco:
"No entanto, é um termo que é não apenas jornalisticamente impreciso, mas também historicamente enganador  e que difama o país da Polónia, uma vez que implica a colaboração com os ocupantes alemães.”
Em outubro de 2010, vencedor do Prêmio Pulitzer de prestígio nos EUA - Alex Storozynski, apresentou um projecto de petição para recolher um milhão de assinaturas contra a frase "campos de concentração polacos", que pretende distribuir a todos os meios de comunicação nos EUA. O texto de protesto contra o uso do termo "campos de concentração polacos", está disponível aqui.
As ações da Fundação Kosciuszko também levaram a mudanças nos manuais de redação de jornais tais como "The Wall Street Journal", "New York Times" e o "San Francisco Chronicle".
| Redação               | Autor                     | Publicação                                                                              | Código de memória defeituoso                    | Data da publicação |
| --------------------- | ------------------------- | --------------------------------------------------------------------------------------- | ----------------------------------------------- | ------------------ |
| Estrategizando        | Joffre Justino            | O TERROR NAZI – Uma Anotação secreta descoberta em sapato de criança morta em AUSCHWITZ | antigo campo de concentração na Polônia nazista | 11.08.2020         |
| Mundial FM            | Marta Sousa               | Papa Francisco alerta para perigo dos extremismos e populismos                          | campo de concentração polaco em Auschwitz       | 27.01.2021         |
| RTP3 - Eixo Norte Sul | Maryline Sales de Almeida | Museu do Holocausto no Porto                                                            | campo de concentração na Polónia                | 29-31.01.2021      |